# Tabriz basar
Tabriz basar (بازار تبریز, Bāzār Tabriz) är en av de äldsta basarerna i Mellanöstern, ett iranskt arkitektoniskt mästerverk och den största täckta basaren i världen, Basaren ligger i centrala Tabriz i Iran och består av flera delbasarer såsom Amirbasaren (för guld och smycken), Mozzafarieh (en mattbasar), en skobasar och många fler för olika typer av varor. Trots att ett antal nya butiker och varuhus etablerats i modern tid, har Tabriz basar förblivit stadens och nordvästra Irans ekonomiska centrum.
Basaren används idag för olika större religiösa ceremonier, den mest kända är Ashuradagen då köpmännen tar en paus på 10 dagar och religiösa ceremonier hålls inne i basaren. Likt andra basarer i Mellanöstern, finns flera moskéer vid sidan om basaren, däribland Jameemoskén. 
Basaren utsågs till världsarv av Unesco år 2010.